# Îlots des Apôtres

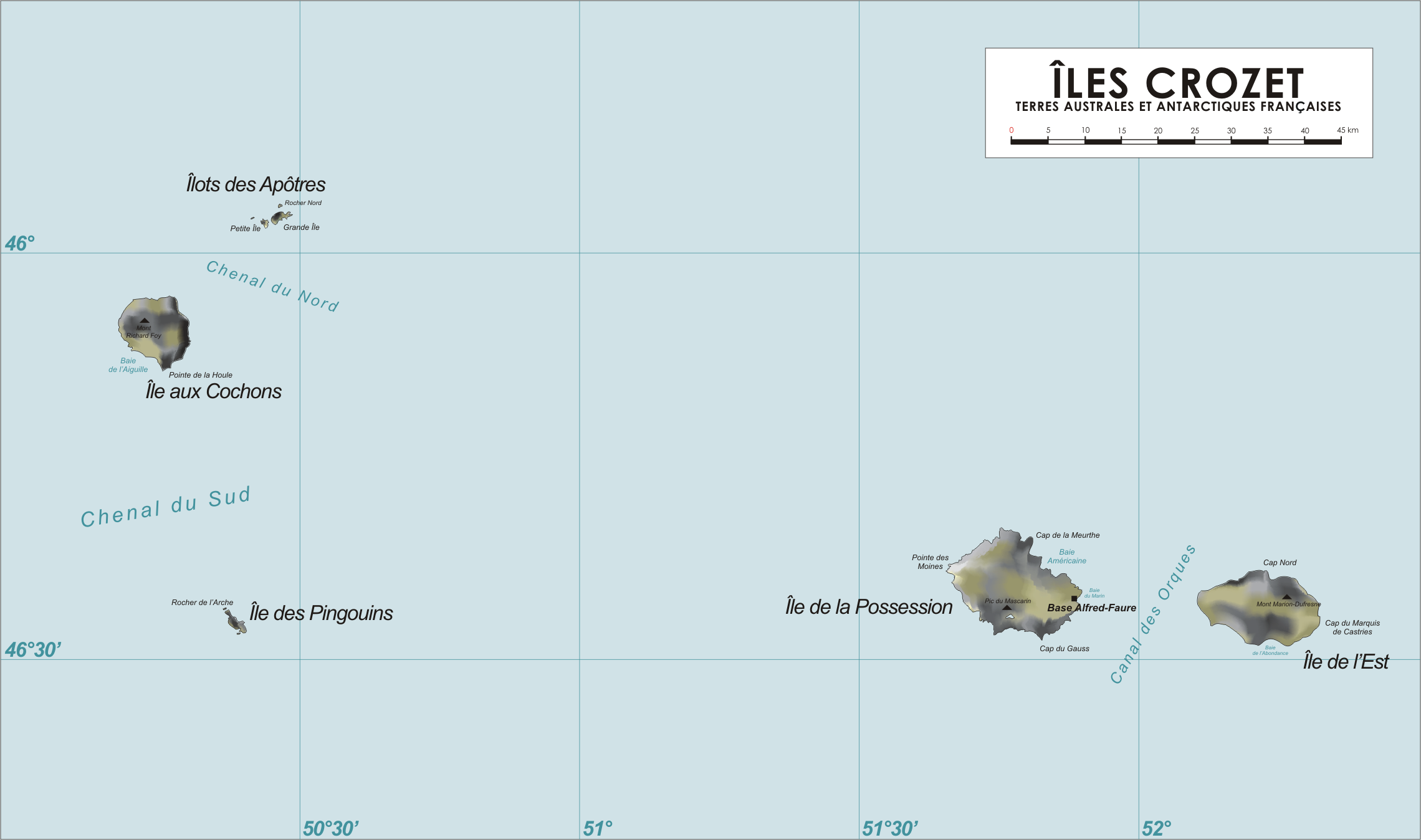
Karte der Crozetinseln, die Îlots des Apôtres sind im Bild oben links zu sehen

Die Îlots des Apôtres (deutsch „Apostel-Inseln“) sind die nördlichste und kleinste Inselgruppe im Archipel der Crozetinseln im südlichen Indischen Ozean. Sie gehören politisch zum französischen Überseeterritorium „Terres australes et antarctiques françaises“.

## Geographie
Die Îlots des Apôtres liegen in der westlichen Gruppe des Archipels, etwa 15 km nordöstlich der Île aux Cochons, von der sie durch den Chenal du Nord getrennt sind. Die unbewohnte Inselgruppe vulkanischen Ursprungs weist eine Landfläche von nur etwa 2 km² auf und besteht aus zwei kleinen Inseln, Grande Île und Petite Île, sowie zahlreichen kleinen und kleinsten Felseilanden. Die steil aus dem Ozean ragenden Felsen erreichen trotz ihrer geringen Fläche Höhen von 15 bis 228 Metern über dem Meer, die beiden Inseln sogar 246 Meter auf der Petite Île sowie im Mont Pierre 292 m auf der Grande Île.
Die einzelnen Inseln und Felsen von Norden nach Süden geordnet sind:
| Insel/Felsen              | Fläche (ha)        |
| ------------------------- | ------------------ |
| Rocher Nord               | 06,0               |
| L’Enclume                 | 01,5               |
| Grande Île                | 150,0              |
| Le Clown                  | 00,4               |
| La Sentinelle perdue      | 00,2               |
| Les Jumeaux               | 00,5               |
| Rocher Fendu              | 03,0               |
| Petite Île                | 030,0              |
| Les Sentinelles du Diable | 0 1,0              |
| La Grande Aiguille        | 01,0               |
| La Petite Aiguille        | 00,2               |
| Le Hangar                 | 01,5               |
| Le Donjon                 | 02,5               |
| Rocher Sud                | 01,5               |
| Le Torpilleur             | 00,1               |
| Le Caillou                | 00,4               |
| L'Obélisque               | 00,3               |
| Rocher Percé              | 01,0               |
| Îlots des Apôtres         | 201,1 (= 2,01 km²) |

## Geschichte
Die Inseln wurden im Januar 1772 von Marc-Joseph Marion du Fresne entdeckt. In der Nacht vom 1. auf den 2. Juli 1875 verunglückte das britische Schiff Strathmore auf dem Weg nach Neuseeland bei den Îlots des Apôtres. 40 Menschen kamen dabei ums Leben, 49 konnten sich auf die Grande Île retten. Sie harrten unter erbärmlichen Bedingungen aus, bis sie am 21. Januar 1876 vom Walfangschiff Young Phoenix gerettet wurden. Bis dahin starben allerdings 5 weitere Menschen an Erfrierungen und Wundstarrkrampf.

## Vogelschutzgebiet
Die Inseln wurden von BirdLife International als Vogelschutzgebiet eingestuft, da hier rund 25 Arten von Seevögeln, vor allem verschiedene Albatrosse, Sturmvögel und Seeschwalben brüten. Durch Dekret vom 3. Oktober 2006 wurden die Inseln zusammen mit anderen Teilen der Französischen Süd- und Antarktisgebiete unter absoluten Naturschutz gestellt. Menschen dürfen das Gebiet nur in Ausnahmefällen und mit Genehmigung durch den administrateur supérieur des Terres australes et antarctiques françaises betreten.